# Holford
Holford is een civil parish in het bestuurlijke gebied Somerset West and Taunton, in het Engelse graafschap Somerset.